# 丰吉苏丹国

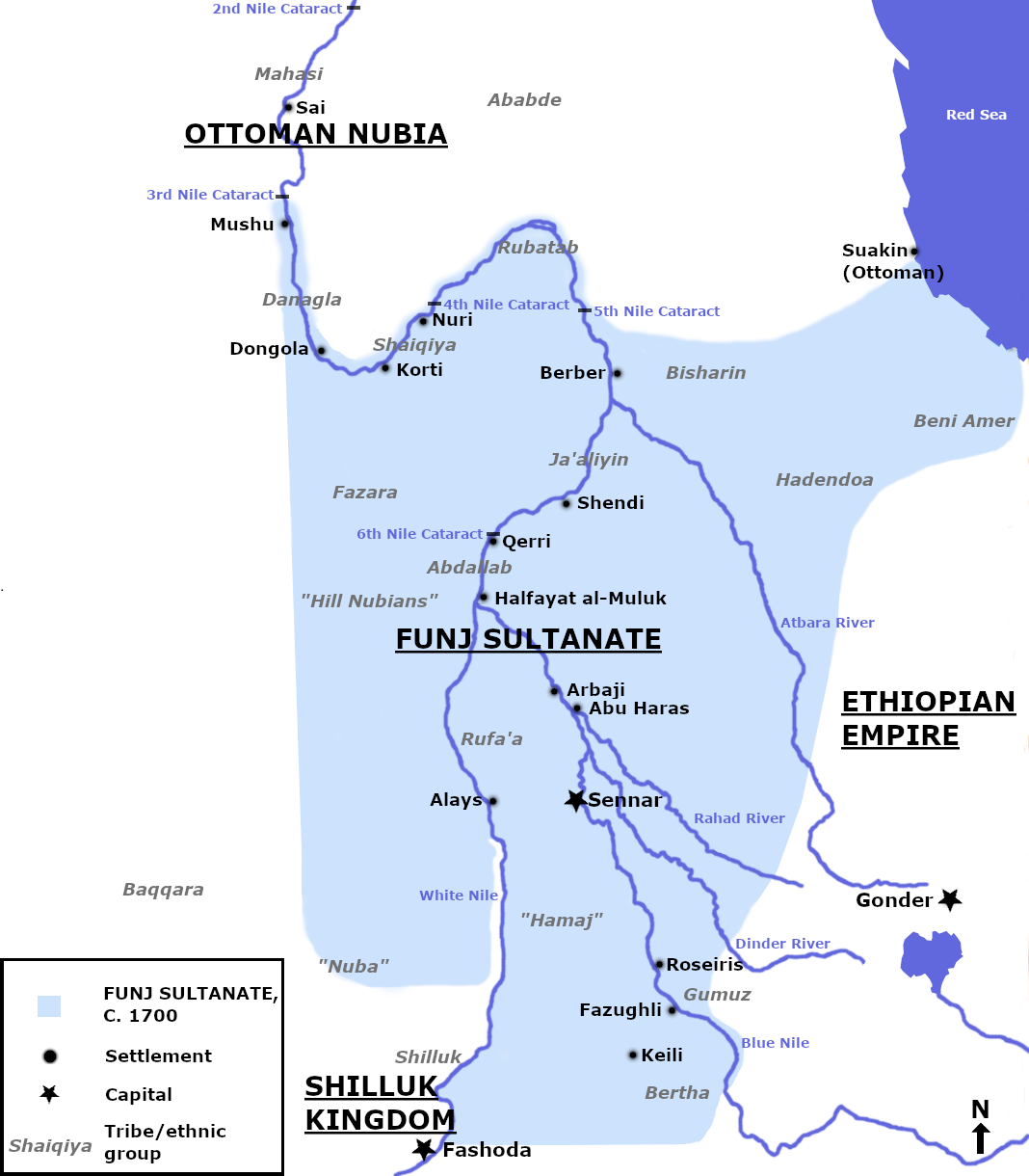
1700年前后丰吉苏丹国全盛时期的疆域

丰吉苏丹国，又称丰吉斯坦、森纳尔苏丹国、蓝苏丹国，是丰吉人领袖奥马尔·冬卡和阿卜杜拉·詹马於1504年灭亡阿勒底亚后所建，首都森纳尔，领土北达尼罗河第三瀑布。

## 領土擴張
苏丹巴迪二世将领土将疆域西部推进至科尔多凡东部。巴迪·阿布·西卢克统治时期，版图向东西而向都大大拓展，内政方面废除法律实行独裁，引发贵族不满。

## 衰亡
1762年，科爾多凡总督起兵废除国王、自此蘇丹國陷入内乱。1821年为埃及攻灭。